# フェデラル・リーグ
フェデラル・リーグ（英語: Federal League）は、1913年から1915年の間、アメリカ合衆国で運営されていたプロ野球リーグ。1968年の決議により1914年、1915年の2年間の運営についてメジャーリーグとして扱われ、戦績や選手記録などがメジャー記録に含まれている。

## 歴史

### 創設
1912年にシカゴの企業家ジョン・T・パワーズによって設立された『コロンビア・リーグ』という独立系の野球リーグがフェデラル・リーグの元となる。コロンビア・リーグ自身の運営は上手くいかず、パワーズは翌1913年に新たに6球団からなるフェデラル・リーグを設立する。しかし数ヶ月後にリーグの実権は実業家ジェームス・A・ギルモアの手に渡る。ギルモアはフェデラル・リーグをメジャーリーグとすべく様々な手を打ち始め、球団経営に興味のある実業家の勧誘を始める。1913年8月の会合を経て、各オーナーはメジャーやマイナーリーグの選手と極秘裏に契約を結び、翌1914年にメジャーとしてのリーグが開幕する。

### 1914-1915年
フェデラル・リーグのペナントレースは1914年に開幕、シカゴ・フェデラルズの監督としてジョー・ティンカーが招聘されたのをはじめ、前年にメジャーリーグで活躍していた選手のうち、モーデカイ・ブラウン、ビル・マケシュニー、クロード・ヘンドリクス、トム・シートンらが参加、リーグはシーズン中にもメジャーリーグ在籍の選手と契約をすすめていた。当時の大投手ウォルター・ジョンソンとも一旦移籍の契約が成立したが、これはセネタース側が阻止し、ジョンソンはフェデラル・リーグで投げることはなかった。ペナントレースの方は混戦が続き、優勝争いは熾烈だったが、興行自体は当初思っていたほどの利益を上げられなかったという。
1915年に入ると、選手契約に関し横暴ともいえる圧力を加えるメジャー機構に対し、フェデラル・リーグ側がシャーマン反トラスト法（独占禁止法）違反の訴えを起こす。訴状を委ねられたケネソー・マウンテン・ランディス判事はしかし、判決まで1年の猶予を設け、2リーグ体制の変革を望まないという声明を出した。その後も両者の間で球団買収などの交渉が行われたが決裂、同年シカゴ・ホエールズがリーグ優勝を飾ると、アメリカン、ナショナル両リーグの優勝チームに対して、「三つ巴」でのワールドシリーズ開催を申し出たが、同意は得られなかった。

### リーグの終焉
1915年10月8日、リーグの有力な支援者ロバート・ウォードの死をきっかけに、同年12月にメジャーリーグとフェデラル・リーグの協約が合意される。ナショナルリーグからは特使としてバーニー・ドレイファスが出席した。この協約でフェデラル・リーグ側オーナーに補償金が支払われ、セントルイス・ブラウンズとシカゴ・カブスの買収が承認される。カブスはチャールズ・ウィーグマンとウィリアム・リグレーらの実業家グループに譲渡された一方で、ボルチモアのオーナーが要求していたカージナルスの買収についてはメジャーリーグ側が拒否したため、オーナーは買収拒否を合意したメジャーリーグとフェデラル・リーグの両方を提訴、審理は1922年まで行われることになる。1915年12月22日に協約は正式に調印され、フェデラル・リーグは解散した。

## 諸記録

### 1914年
リーグ戦績・順位
※順位は勝率による。また一部記録は後年計算されたもの
| 順位 | チーム名                         | 試合 | 勝利 | 敗戦 | 勝率 | ゲーム差 |
| ---- | -------------------------------- | ---- | ---- | ---- | ---- | -------- |
| 1    | インディアナポリス・フージャーズ | 157  | 88   | 65   | .575 | -        |
| 2    | シカゴ・ホエールズ               | 157  | 87   | 67   | .565 | 1.5      |
| 3    | ボルチモア・テラピンズ           | 160  | 84   | 70   | .545 | 4.5      |
| 4    | バッファロー・ブルース           | 155  | 80   | 71   | .530 | 7.0      |
| 5    | ブルックリン・ティップトップス   | 157  | 77   | 77   | .500 | 11.5     |
| 6    | カンザスシティ・パッカーズ       | 154  | 67   | 84   | .444 | 20.0     |
| 7    | ピッツバーグ・レーベルズ         | 154  | 64   | 86   | .427 | 22.5     |
| 8    | セントルイス・テリアズ           | 154  | 62   | 89   | .411 | 25.0     |

投手記録
- 最多勝利数：29（クロード・ヘンドリクス）
- 最優先発勝利数：26（クロード・ヘンドリクス）
- 最優秀防御率：1.69（クロード・ヘンドリクス）
- 最多奪三振：236（サイ・ファルケンバーグ）

打撃記録
- 首位打者：.370（ベニー・カウフ）
- 最多安打：211（ベニー・カウフ）
- 最多得点：120（ベニー・カウフ）
- 最多打点：107（フランク・ラポート）
- 最多本塁打：16（ダッチ・ツウィリング）
- 最多盗塁：75（ベニー・カウフ）

### 1915年
リーグ戦績・順位
| 順位 | チーム名                       | 試合 | 勝利 | 敗戦 | 勝率 | ゲーム差 |
| ---- | ------------------------------ | ---- | ---- | ---- | ---- | -------- |
| 1    | シカゴ・ホエールズ             | 155  | 86   | 66   | .566 | -        |
| 2    | セントルイス・テリアズ         | 159  | 87   | 67   | .565 | 0.0      |
| 3    | ピッツバーグ・レーベルズ       | 156  | 86   | 67   | .562 | 0.5      |
| 4    | カンザスシティ・パッカーズ     | 153  | 81   | 72   | .529 | 5.5      |
| 5    | ニューアーク・ペパー           | 155  | 80   | 72   | .526 | 6.0      |
| 6    | バッファロー・ブルース         | 153  | 74   | 78   | .487 | 12.0     |
| 7    | ブルックリン・ティップトップス | 153  | 70   | 82   | .461 | 16.0     |
| 8    | ボルチモア・テラピンズ         | 154  | 47   | 107  | .305 | 40.0     |

投手記録
- 最多勝利数：25（ジョージ・マッコーネル）
- 最優先発勝利数：22(フランク・アレン, デーブ・ダベンポート)
- 最優秀防御率：1.91（アール・モーズリー）
- 最多奪三振：229（デーブ・ダベンポート）

打撃記録
- 首位打者：.342（ベニー・カウフ）
- 最多安打：184（ジャック・トビン）
- 最多得点：97（ベイブ・ボートン）
- 最多打点：94（ダッチ・ツウィリング）
- 最多本塁打：17（ハル・チェイス）
- 最多盗塁：55（ベニー・カウフ）

### 無安打試合達成者
| 日付          | 氏名                   | チーム                         |
| ------------- | ---------------------- | ------------------------------ |
| 1914年4月24日 | エド・ラフィット       | ブルックリン・ティップトップス |
| 1915年4月24日 | フランク・アレン       | ピッツバーグ・レーベルズ       |
| 1915年5月15日 | クロード・ヘンドリクス | シカゴ・ホエールズ             |
| 1915年8月16日 | マイルズ・メイン       | カンザスシティ・パッカーズ     |
| 1915年9月7日  | デーブ・ダベンポート   | セントルイス・テリアズ         |